# Huset fullt – igen
Huset Fullt – igen (Fuller House) är en amerikansk komediserie och en uppföljare till komediserien Huset fullt som sändes mellan 1987 och 1995. Serien kretsar kring den nu vuxna karaktären D.J. Tanner-Fuller som spelas av Candace Cameron. Hon har tre barn och är änka i serien. Netflix sände från början 13 avsnitt och den 2 mars 2016 blev serien klar för säsong 2 med 13 nya avsnitt. 24 december 2016 blev serien klar för säsong 3 med 18 nya avsnitt, som börjar sändas 22 september 2017 och andra halvan den 22 december 2017.
Den 13 december 2018 släpptes säsong 4 med 13 nya avsnitt på Netflix. Den 6 december 2019 släpptes säsong 5 som är den sista säsongen med totalt 18 avsnitt, varav de sista avsnitten släpptes den 2 juni 2020.

## Rollista (i urval)
| Roll                                             | Skådespelare                  | Svensk röst                                 |
| ------------------------------------------------ | ----------------------------- | ------------------------------------------- |
| Donna Jo Margaret "D.J." Tanner-Fuller           | Candace Cameron Bure          | Anna Engh                                   |
| Stephanie Judith Tanner                          | Jodie Sweetin                 | Josefine Götestam                           |
| Kimberly Louise "Kimmy" Gibbler                  | Andrea Barber                 | Mia Kihl Mikaela Tidermark Nelson           |
| Jackson Fuller                                   | Michael Campion               | Teodor Siljeholm                            |
| Max Fuller                                       | Elias Harger                  | Ville Siljeholm                             |
| Ramona Gibbler                                   | Soni Nicole Bringas           | Dorothea Norling                            |
| Fernando Hernandez-Guerrero-Fernandez-Guerrero   | Juan Pablo Di Pace            | Jesper Adefelt                              |
| Steven "Steve" Hale                              | Scott Weinger                 | Mathias Blad Patrik Martinsson              |
| Matt Harmon                                      | John Brotherton               | Michael Blomqvist                           |
| Jimmy Gibbler                                    | Adam Hagenbuch                | Andreas Gyllander                           |
| Jesse Katsopolis                                 | John Stamos                   | Fredde Granberg                             |
| Daniel Ernest "Danny" Tanner                     | Bob Saget                     | Niclas Ekholm                               |
| Joseph Alvin "Joey" Gladstone                    | Dave Coulier                  | Anders Öjebo                                |
| Rebecca "Becky" Donaldson Katsopolis             | Lori Loughlin                 | Lizette Pålsson                             |
| Nicholas "Nicky" och Alexander "Alex" Katsopolis | Blake och Dylan Tuomy-Wilhoit | Adam Portnoff (Nicky) Leo Hallerstam (Alex) |

- Svensk röstregi – Mattias Söderberg
- Översättning – Mattias Johannesson
- Svensk version producerad av Voice & Script International Ltd[2]